# Шорлайн
Шорлайн (на английски: Shoreline) е град в окръг Кинг, щата Вашингтон, САЩ. Шорлайн е с население от 53 025 жители (2000) и обща площ от 30,3 km². Намира се на 145 m надморска височина. ЗИП кодът му е 98133, 98155, 98177, а телефонният му код е 206.